# Wlodimir Konarski
Wlodimir Konarski (né Louis-Stanislas-Wlodimir Konarski le 21 juin 1852 à Auxerre et mort le 28 juin 1906 à Bar-le-Duc) est un graveur, conseiller de préfecture et historien français.

## Biographie
Fils d'un officier polonais émigré, Thomas Konarski, et Marie-Germaine-Eléonore Villetard de Laguérie, Wlodimir Konarski fait des études de droit, à la suite desquelles il est nommé secrétaire particulier du préfet de la Vienne, puis le 12 janvier 1880, conseiller de préfecture à Bar-le-Duc. 
En 1881, il est membre de la Société des lettres, sciences et arts de Bar-le-Duc; il devient vice-président en octobre 1885, puis président en 1903.
Il consacre tout son temps libre au dépouillement des archives de Bar-le-Duc et publie de nombreux articles qu'il illustre d'eau-forte et de dessins à la plume.

## Ouvrages
L'essentiel de son œuvre fut rassemblé après sa mort dans un ouvrage composé de deux tomes, publiés en nombre limité à l'issue d'une souscription : 
- Bar-le-Duc et le Barrois
- Bar-le-Duc vu en deux heures